# Universitatea „Ovidius” din Constanța
Universitatea „Ovidius” din Constanța este o universitate de stat din municipiul Constanța, România. Fondată în 1990, a devenit cea mai mare universitate europeană situată pe țărmul Mării Negre.

## Istoric
Universitatea „Ovidius” este continuatoarea primei instituții de învățământ superior din Constanța, fondată în 1961: Institutul Pedagogic din Constanța. În 1990 a devenit o universitate multidisciplinară, cu programe de studii de licență, masterat și doctorat, recunoscută de instituții de acreditare naționale și internaționale cu grad de încredere ridicat.
Universitatea poartă numele poetului roman Publius Ovidius Naso, care a trăit ultima parte a vieții la Tomis, colonia grecească, apoi romană, premergătoare orașului Constanța. Patronul spiritual al universității a lăsat o moștenire culturală întregii umanități, transmițând prin întreaga sa operă un mesaj despre pasiune și dăruire, despre puterea dragostei, despre creație, evoluție și transformare.

## Campus

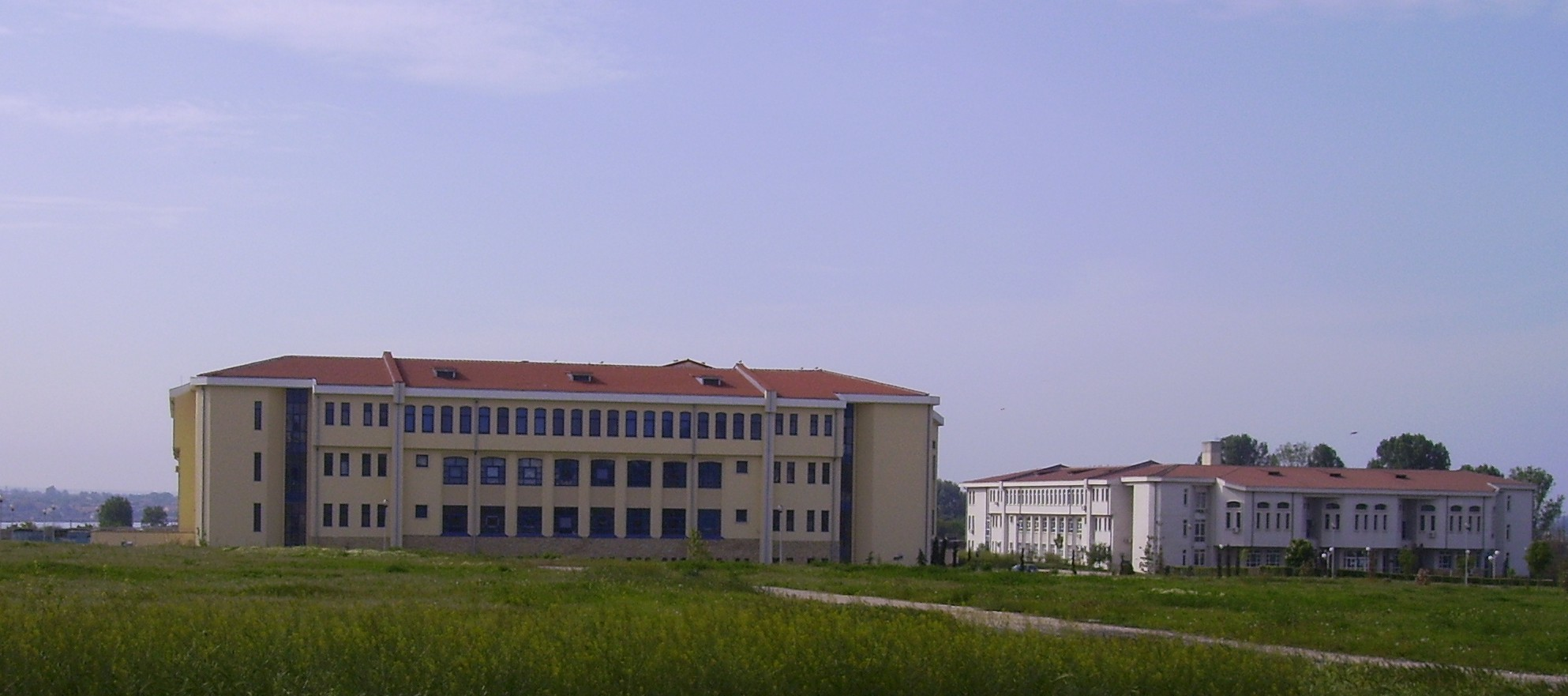
Campusul nou al universității

Universitatea dispune de spații de învățământ moderne, utilate cu aparatura necesară desfășurării procesului didactic. Suprafața utilă, destinată efectiv activităților didactice (săli de curs, săli de seminar, laboratoare și săli de lectură), este de peste 24.000 m2.
Cea mai veche clădire din patrimoniul universității, construită în anul 1936, este situată pe Bulevardul Mamaia, nr. 124, și găzduiește, în prezent: Rectoratul, Aula Magna, sala Consiliului de Administrație, săli de curs și de lucrări practice ale facultăților de Matematică și Informatică, Științe Aplicate și Inginerie, Arte, Construcții etc. Campusul nou al universității, situat pe Aleea Universității, nr. 1, găzduiește: sala Senatului și sălile de curs și de activități practice ale facultăților de Litere, Istorie și Științe Politice, Drept și Științe Administrative, istorici, Teologie, Medicină, Farmacie etc. Biblioteca Universității „Ovidius” se află pe Bulevardul Mamaia, nr. 126, într-o clădire reabilitată în 2004, și deține un fond de publicații care ajunge, în prezent, la circa 600.000 de volume, incluzând: cărți, publicații periodice, manuscrise, documente audio-vizuale, discuri, CD-Rom-uri, hărți etc.
Universitatea are ca spații de cazare căminele FN1 și FN2 de pe Aleea Pescarilor și căminele C1 și C2 de pe Bulevardul Mamaia nr. 124.

## Organizare și administrare
Senatul universitar este forul de decizie și deliberare din universitate, format din 75% cadre didactice și 25% studenți.
Consiliul de administrație se ocupă de conducerea operativă a universității și aplică deciziile Senatului. Acesta are în componență rectorul, 5 prorectori, 16 decani, directorul general administrativ, directorul CSUD și un student.
Universitatea face parte din Consorțiul european Artemis și Consorțiul național Universitalia.

## Învățământ și cercetare
În 2018, cei peste 15.000 de studenți ai Universității „Ovidius” studiau în următoarele facultăți:
1. Facultatea de Istorie și Științe Politice
2. Facultatea de Farmacie
3. Facultatea de Medicină
4. Facultatea de Psihologie și Științele Educației
5. Facultatea de Litere
6. Facultatea de Educație Fizică și Sport
7. Facultatea de Teologie
8. Facultatea de Matematică și Informatică
9. Facultatea de Științe Aplicate și Inginerie
10. Facultatea de Arte
11. Facultatea de Științe ale Naturii și Științe Agricole
12. Facultatea de Drept și Științe Administrative
13. Facultatea de Construcții
14. Facultatea de Inginerie Mecanică, Industrială și Maritimă

De asemenea, în cadrul universității funcționează și Centrul pentru Învățământ la Distanță și Învățământ cu Frecvență Redusă, precum și trei departamente autonome:
- Departamentul de Asigurare a Calității în Învățământul Superior
- Departamentul pentru Pregătirea Personalului Didactic
- Departamentul de Admitere și Finalizare Studii

## Activități studențești
Universitatea participă la programul național „Tabere Studențești” pentru studenții integraliști cu vârsta sub 35 de ani.

## Personalități notabile

### Rectori
- Dan-Marcel Iliescu (2020 - prezent)